# Alice the Peacemaker
Alice the Peacemaker é um curta-metragem de animação estadunidense de 1924, lançado como parte da série Alice Comedies.